# Тодоровска къща
Тодоровската къща (на македонска литературна норма: Куќа на Христијан Тодоровски – Карпош) е къща в град Куманово, Северна Македония. Роден дом на комунистическия партизанин Християн Тодоровски - Карпош, къщата е обявена за културно наследство на страната.

## Местоположение
Къщата е разположена в западната част на града, на улица „Раде Кончар“ (бивша „Първи май“) № 15. Превърната е в музей, който към началото на XXI век не работи.